# Zakochani w Rzymie
Zakochani w Rzymie – komedia romantyczna z 2012 roku w reżyserii Woody’ego Allena.

## Fabuła
Film podzielony jest na kilka wzajemnie przenikających się nowel. Ich akcja toczy się obok siebie, zwornikiem jest Wieczne Miasto – Rzym. Nie ma też jedności czasu.
Pierwsza z nowel to historia młodego studenta architektury (Jesse Eisenberg) uwikłanego w romans przez koleżankę (w tej roli Elliot Page) jego dziewczyny, którego postępowanie komentowane jest przez sceptycznego narratora (Alec Baldwin). Druga to surrealistyczna historia przeciętnego włoskiego urzędnika (Roberto Benigniego), który niespodziewanie dla siebie staje się celebrytą i tak samo niespodziewanie status ten traci.
Trzecia nowela opowiada o młodej Amerykance, jej włoskim partnerze – zbuntowanym, komunizującym prawniku, jego ojcu – przedsiębiorcy pogrzebowym, a zarazem samorodnym talencie operowym (w tej roli włoski tenor Fabio Armiliato), którego pełnia głosu ujawnia się, gdy śpiewa pod prysznicem oraz emerytowanym amerykańskim dyrektorze opery – w tej roli Woody Allen.
Kolejnym wątkiem jest historia młodego małżeństwa w podróży poślubnej do Rzymu, których los rozdziela, a następnie styka – jego z luksusową prostytutką (Penélope Cruz), a ją z podstarzałym amantem, aktorem, a potem ze złodziejaszkiem hotelowym.

## Obsada
- Woody Allen jako Jerry
- Alec Baldwin jako John
- Roberto Benigni jako Leopoldo
- Jesse Eisenberg jako Jack
- Alessandro Tiberi jako Antonio
- Flavio Parenti jako Michelangelo
- Penélope Cruz jako  Anna
- Judy Davis jako Phyllis
- Greta Gerwig jako Sally
- Elliot Page jako Monica
- Alessandra Mastronardi jako Milly
- Alison Pill jako Hayley
- Simona Caparrini jako ciotka Giovanna
- Ornella Muti jako Pia Fusari
- Marta Zoffoli jako Marisa Raguso
- Marina Rocco jako Tanya
- Giada Benedetti jako Marcela Frascati
- Fabio Armiliato jako Giancarlo
- Margherita Vicario jako Claudia
- Edoardo Leo jako reporter

## Okres zdjęciowy
Film kręcono od 11 lipca do 31 sierpnia 2011 roku.